# Al-Halladj
Al-Halladj, född ca 858 i Fars, död den 26 mars 922 i Bagdad, var en persisk mystiker, revolutionär författare och lärare i sufismen.

## Biografi
Al-Halladj var son till en bomullskardare, som levde ett enkelt liv, en livsstil som mycket intresserade den unge Al-Halladj. Redan som ung memorerade han Koranen och drog sig ofta tillbaka från sina världsliga sysslor för studier tillsammans med andra mystiker.
Al-Hallaj gjorde en pilgrimsfärd till Mecka, där han stannade i ett år, vid moskén i fasta och total tystnad. Efter sin vistelse i staden, reste han mycket och skrev och undervisade på vägen. Han reste ända till Indien och Centralasien och fick många anhängare, varav många följde honom på hans andra och tredje resa till Mecka. Efter denna period av resor, bosatte han sig i Abbasid i huvudstaden Bagdad.
Bland andra sufier, var Al-Hallaj en anomali. Många sufimästare ansåg att det var olämpligt att dela mystik med massorna, men Al-Hallaj gjorde detta öppet i sina skrifter och läror. Han började därför att få fiender. Detta förvärrades vid de tillfällen då han kunde falla i trance som han betecknade som Guds närvaro.

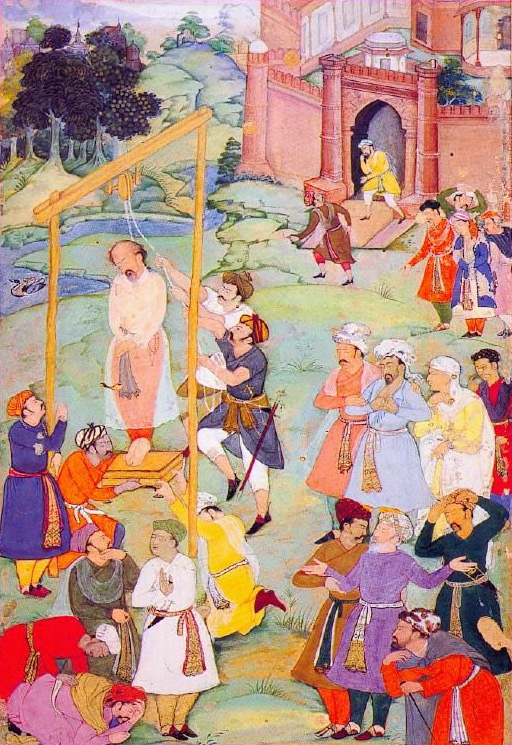
Al-Halladjs avrättning på order av abbasidiska kalifen al-Muqtadir

Sin gudsupplevelse formulerade han i yttrandet ”jag är Verkligheten”. Denna identifikation med Gud betraktades som en hädelse, och han avrättades som kättare 922.